# East Corson (Dakota del Sur)
East Corson es un territorio no organizado ubicado en el condado de Corson en el estado estadounidense de Dakota del Sur. En el Censo de 2010 tenía una población de 2.284 habitantes y una densidad poblacional de 0,79 personas por km².

## Geografía
East Corson se encuentra ubicado en las coordenadas 45°43′29″N 100°48′13″O / 45.72472, -100.80361. Según la Oficina del Censo de los Estados Unidos, East Corson tiene una superficie total de 2895.7 km², de la cual 2766.81 km² corresponden a tierra firme y (4.45%) 128.88 km² es agua.

## Demografía
Según el censo de 2010, había 2.284 personas residiendo en East Corson. La densidad de población era de 0,79 hab./km². De los 2.284 habitantes, East Corson estaba compuesto por el 14.05% blancos, el 0.13% eran afroamericanos, el 83.19% eran amerindios, el 0.13% eran asiáticos, el 0.04% eran isleños del Pacífico, el 0.09% eran de otras razas y el 2.36% pertenecían a dos o más razas. Del total de la población el 3.02% eran hispanos o latinos de cualquier raza.